# NGC 1056
NGC 1056 est une galaxie spirale située dans la constellation du Bélier. NGC 1056 a été découverte par l'astronome germano-britannique William Herschel en 1786.

## Caractéristiques
La classe de luminosité de NGC 1056 est I et elle présente une large raie HI. Elle renferme également des régions d'hydrogène ionisé. C'est aussi une galaxie active de type Seyfert 2. NGC 1056 est une galaxie dont le noyau brille dans le domaine de l'ultraviolet. Elle est inscrite dans le catalogue de Markarian sous la cote Mrk 1183 (MK 1183).

### Distance
Sa vitesse par rapport au fond diffus cosmologique est de 1 325 ± 15 km/s, ce qui correspond à une distance de Hubble de 19,6 ± 1,4 Mpc (∼63,9 millions d'al).
À ce jour, une dizaine de mesures non basées sur le décalage vers le rouge (redshift) donnent une distance de 27,950 ± 5,328 Mpc (∼91,2 millions d'al), ce qui est tout juste à l'extérieur des valeurs de la distance de Hubble. Notons cependant que c'est avec la valeur moyenne des mesures indépendantes, lorsqu'elles existent, que la base de données NASA/IPAC calcule le diamètre d'une galaxie et qu'en conséquence le diamètre de NGC 1056 pourrait être d'environ 14,6 kpc (∼47 600 al) si on utilisait la distance de Hubble pour le calculer.

### Luminosité dans l'infrarouge
La luminosité de la galaxie de NGC 1056 dans l'infrarouge lointain (de 40 à 400 µm)  est égale à 6,17 × 109 {\displaystyle L_{\odot }} (109,79{\displaystyle L_{\odot }}) et sa luminosité totale dans l'infrarouge (de 8 à 1 000 µm) est de 7,49 × 109 {\displaystyle L_{\odot }} (109,90{\displaystyle L_{\odot }}).

## Supernova
La supernova SN 2011aq a été découverte dans NGC 1056 le 24 janvier 2011 par S. B. Cenko, W. Li et A. V. Filippenko dans le cadre du programme LOSS (Lick Observatory Supernova Search) de l'observatoire Lick. Cette supernova était de type II.